# 최영림 (화가)
최영림(崔榮林, 1916년 ~ 1985년 7월 13일)은 대한민국의 서양화가이다.

## 생애
평안남도 평양 출신이다. 일본 다이헤이요(太平洋) 미술학교를 중퇴했다. 선전(鮮展) 및 일본 판화협회전에 출품했다.
해방 후에 제8회 국전에서 문교부장관상을 수상, 국전 심사위원을 역임했다. 1955년 미국 뉴욕 월드 하우스 화랑 주최 한국 현대작가전에 초대 출품하고 계속 마닐라, 사이공, 도쿄 등지의 국제전에도 출품했다. 서라벌예술대학, 수도여자사범대학에서 강사로 재직하였다. 그룹활동으로는 창작미술협회(創作美術協會)에 참가하였다가 그 후 구상전(具象展)의 지도적인 인물로 활약하였다. 1971년에는 처음으로 개인전을 열었다.

## 평가 및 작품
그의 작풍(作風)은 초기의 도식적(圖式的)인 구상경향(具象傾向)에서 출발하여 점차 토속적인 데로 흐르며, 그 위에 선(禪)과 무속(巫俗)과 에로티시즘을 혼융한 독자적인 스타일로서 특색지어진다고 평가된다. 작품 〈낙(樂)〉, 〈여인의 일지(日誌)〉 등이 있다.